# Десанти в Варагнер-фіорді
Десанти на південному узбережжі Варагнер-фіорду здійснювалися в часі з 18 по 25 жовтня 1944 року, висаджувалися радянським Північним флотом (командуючий — адмірал Арсеній Головко) у часі Петсамо-Кіркенеської операції.

## Планування операції та підготовка
Війська радянського Карельського фронту (командувач — маршал Кирило Мерецков) в другій частині жовтня 1944 року продовжували бої проти нацистських сил в арктичних землях. Наступ здійснювався узбережжям Баренцового моря у загальному напрямі на Кіркенес. Перед наступаючими частинами стояло завдання вибити підрозділи нацистської 20-ї гірської армії, котрою керував генерал Лотар Рендуліч, з північних районів Норвегії. Наступ здійснювався в складних природних умовах гірської тундри, де було чимало заток, що глибоко вдавалися в берег, суцільних скель, бійцям доводилося долати численні глибокі річкові долини. З огляду на це німецькі сили мали можливість організувати оборону задля зриву чи сповільнення радянського наступу.
Згідно задуму наступу, для прикриття флангу та сприяння частинам 14-ї армії (командир — генерал Володимир Щербаков), що наступали на Кіркенес, вирішується здійснити висадку кількох невеликих тактичних десантів силами Північного флоту на південне узбережжя Варагнер-фіорду — для зайняття важливих рубежів опору та опорних пунктів нацистської оборони.

## Перебіг десантувань
Вранці 18 жовтня загін кораблів — 3 катери «великий мисливець» та 3-х «малих мисливців» висаджують дві групи десантників — в затоках Аресвуоно та Суолавуоно — 485 бійців 4-го батальйону 12-ї бригади Північного флоту під орудою майора Г. Р. Блохіна. Висадження відбулося в важкодоступному місці, тому протидії противника не було, після цього десантники рушили на захід, знищуючи по дорозі розрізнені німецькі підрозділи, що траплялися по дорозі. В бойових діях десантникам допомагала авіація флоту, що у цьому часі здійснила 39 бойових вильотів. До кінця дня 19 жовтня десант з невеликими втратами зміг зайняти населені пункти Афанасьєв, Вуоремі на річці Вор'єма та Турунен і вийти на норвезький кордон.
21 жовтня було відбито спробу німецького десанту біля Вуоремі, при цьому потоплена десантна баржа.
Зранку 23 жовтня в Кобхольм-фіорд прибуває загін — 4 торпедні катери, 3 катери-тральщики, 2 патрульні катери та 1 «великий мисливець» і висаджує другий десант, теж із складу 12-ї бригади морської піхоти, та частину 125-го полку морської піхоти — загалом 625 бійців. В місці висадки десантники захопили німецьку артилерійську батарею та склад набоїв, після того десант спільно з радянськими частинами, що підійшли, займає район від радянського кордону до Яр-фіорду. Того дня авіація Північного флоту в рамках вогневої підтримки десанту потопила 1 сторожовий корабель.
До 24 жовтня підрозділи радянської 14-ї армії виходять на підступи до Кіркенесу. Для сприяння військам у заволодінні містом командувач фронтом вирішує здійснити десант у затоці Холменгро-фіорд з метою відтягти на себе частину сил противника та створити загрозу — чи її видимість — німецьким тилам. 24 жовтня в затоці з сторожового катера висаджується передовий загін — неповна рота морської піхоти, бійці зайняли домінуючі висоти на узбережжі, блокували вихід з гавані, цим самим забезпечивши утримання району, де мало відбутися головне десантування. Уранці 25 жовтня загін з 12 торпедних катерів, 3 сторожових катерів та катера «великий мисливець» висаджує в запланованому місці головний десант — 835 чоловік морської піхоти під керунком полковника Акулича А. І., ще один батальйон морської піхоти у цьому ж часі висаджується в Яр-форді. Протягом 25 жовтня радянські частини 14-ї армії та десантники штурмом займають Кіркенес; через кілька активні бойові дії на цьому відтинку фронту припинилися.